# Мыши-малютки
Мыши-малютки (Micromys) — это род маленьких грызунов подсемейства Murinae. Род, который не имеет близкого родства ни с одним другим родом мышей, состоит из двух  ныне живущих видов: широко распространенной евразийской мыши-малютки (Micromys minutus) на большей части территории Европы и Азии; и более ограниченная в своём распространении Micromys erythrotis обитает во Вьетнаме, на юге Китая и, возможно, в близлежащих регионах. Ископаемые остатки мышей-малюток относятся к позднему миоцену и включают не менее 10 вымерших видов, образующих несколько линий.

## Состав рода
- Micromys erythrotis
- Micromys minutus
- †Micromys bendai
- †Micromys caesaris
- †Micromys chalceus
- †Micromys cingulatus
- †Micromys coronensis
- †Micromys kozaniensis
- †Micromys liui
- †Micromys paricioi
- †Micromys praeminutus
- †Micromys steffensi

## Географическое распространение
M. minutus обитает по всей Европе и Северной Азии. Ареал вида простирается от северо-запада Испании через большую часть Европы, через Сибирь до Кореи, на север до примерно 65 градусов в России, на юг до северной окраины Монголии. Есть также изолированные группы населения на юге Китая к западу от Юньнани.

## Места обитания
M. minutus предпочитает места обитания с высокой травой. Сюда входят луга, участки тростников, заросли кустарников с вкраплениями трав и зерновые поля. В Италии и Восточной Азии они также живут на рисовых полях. Плотность населения может быть очень высокой в благоприятных условиях. Первоначально эти мыши жили во влажных регионах с высокими многолетними травами, растущими возле рек, прудов и озер. Однако с появлением посягательств человека M. minutus была вынуждена жить вдоль дорог и на полях. Когда земля расчищена или собран урожай, эта мышь оказывается лишенной укрытий. Проблема решается тем, что мышь либо образует неглубокую нору в почве, либо находит убежище в сарае или амбаре. Однако многие особи в это время гибнут, не найдя хороших укрытий.

## Описание
M. minutus — это маленькая мышь размером от 55 до 75 мм  в длину, с хвостом, который обычно составляет от 50 до 75 мм. У неё большие глаза и уши, что позволяет ей видеть малейшие движения и слышать самые слабые звуки в темноте. У неё маленький тупой нос, окруженный вибриссами. Шерсть мягкая и густая, верхняя часть тела имеет коричневатый цвет с желтоватым или красноватым оттенком, а нижняя часть — от белого до охристого. Цепкий хвост двухцветный, без шерсти на самом кончике, а лапы довольно широкие. Стопы специально приспособлены для лазанья, при этом внешний из пяти пальцев на каждой ступне большой и более или менее противопоставлен остальным. Эта мышь может хвататься за стебель каждой задней лапой и хвостом, оставляя передние лапы свободными для сбора пищи. Они также могут использовать свой хвост для равновесия, когда перебираются по длинным стеблям травы. Мех зимой несколько гуще и длиннее, чем летом. Как и у других представителей этого подсемейства, зубы M. minutus имеют довольно низкие коронки с закругленными бугорками на жевательной поверхности, расположенными в три продольных ряда. Жевательные мышцы, а также латеральная мышца челюсти продвигаются вперед по верхней челюсти, обеспечивая очень эффективное грызение. Слуховые барабаны  большие, и считается, что размер этих резонирующих камер позволяет мыши улавливать низкочастотные звуки, распространяемые на большие расстояния, и, таким образом, лучше избегать нападения хищников.